# عزلة بني يوسف (صنعاء)

تعديل مصدري - تعديل

عزلة بني يوسف هي إحدى عزل مديرية الحيمة الداخلية في محافظة صنعاء اليمنية ويبلغ تعداد سكانها 6743 نسمة حسب التعداد السكاني في اليمن لعام 2004.